# Jessie Chisi
Jessie Chisi es una directora de cine y guionista zambiana.

## Biografía
Chisi asistió al Durban Talent Campus en 2009 y en 2010 fue aceptada en el Berlinale Talent Campus. Fue asistente de producción del cortometraje de 2011 de Rungano Nyoni, Mwansa, The Great.
En 2013, estableció el Festival de Cortometrajes de Zambia, que presenta cortos de 15 minutos o menos.
El lanzamiento de su documental en la Berlinale, entonces llamado Woman On Hold, en 2014 se convirtió Between Rings, proyecto financiado por la Finnish Film Foundation. La historia retrata la vida de su prima, Esther Phiri, la primera boxeadora de Zambia, que se debatió entre el matrimonio y su carrera. Se proyectó en el Festival Internacional de Cine documental de Copenhague.
Escribió, coprodujo y codirigió Imagination (2016), sobre un niño de Garden Township, Lusaka, que sueña convertirse en cineasta. Dirigió las temporadas 1 y 2 de Zuba (2018-2019), la primera telenovela de Zambia. Recientemente, produjo, dirigió y escribió Remedy (2020), un cortometraje centrado en la experiencia zambiana de la pandemia de COVID-19.

## Filmografía
- Remedy, 2020.
- Zuba Temporada 1 y 2, 2018-2019. Serie de televisión.
- Imagination, 2016.
- Zambia’s Boxing Star, 2016. Documental de cine para televisión.
- (codirigida con Salla Sorri) Between Rings, 2014. Documental.